# 力士養成員
力士養成員（りきしようせいいん）は、大相撲の番付で幕下以下（幕下、三段目、序二段、序ノ口）の力士を指す。対義語は関取（せきとり）。取的（とりてき）・褌担ぎ（ふんどしかつぎ）と呼ぶこともあるが、これは序二段・序ノ口などの特に下級の力士養成員を指す際に使うことが多い。2000年代以降は若い衆（わかいしゅう）と呼ぶことが多く、褌担ぎという呼び方は平成以降ほとんど用いられない。

## 概要
本場所の取組は15日間のうち7日間のみ行われ、2日間ごとにいずれか1日（七番相撲は13日目・14日目・千秋楽のいずれか1日）のみ出場する形となっている。例外的に幕下上位や序ノ口下位では出場力士数の関係上、取組が前後にずらされたり八番相撲が組まれたりすることもある。取組編成は原則としてスイス式トーナメント方式を取り入れていて、番付と成績により対戦相手は機械的に決定される（ただし同成績者の人数が奇数になったり、全勝もしくは全敗の力士が全員同部屋だったりして、原則通りの取組が組めない場合には星違いの対戦が組まれる）。
番付の変動については、関取と比べると1番の重みが大きく、特に下位になるほどその傾向が顕著である。例えば幕下上位で勝ち越した場合の上昇幅は勝ち越し点の2倍が目安となるし、三段目や序二段では勝ち越し・負け越し1点につき10枚ないし数十枚上下するなど、番付が急激に変化する。また東幕下筆頭での勝ち越しや、幕下15枚目以内での7戦全勝など（いずれも優先的に十両に昇進させる内規が存在する）、審判部の内規により昇進等が確実となるケースも存在する（番付#番付編成参照）。また、7戦全勝及び6勝1敗の力士は、翌場所の番付発表時に資料として出される「幕下以下優秀力士昇進表」に掲載される。
髷は丁髷姿である。ただし例外として、（出場する関取の人数が奇数の場合などにより）幕下上位の力士が十両力士と対戦する際や、弓取式・初切・断髪式の際は大銀杏を結うことが出来る。断髪式では関取であれば引退相撲において国技館の本土俵、引退興行をしない場合でも国技館やホテルの大広間等が使えるが、最高位が幕下以下の力士は稽古土俵や部屋の千秋楽打ち上げ会場などで行なわれる。本場所で締める廻しは一般的に黒廻しと呼ばれ、木綿製で黒色で、稽古用と兼用して使われる。さがりは糊付けされておらず紐そのものの状態であるが、色は自由に決められる。取組においては、塩撒きは基本的に行わず（ただし幕下上位で取組進行が早い場合には時間調整の意味で行うこともある）、また力水も使用しない。
正装は全て着流しだが、三段目以上の力士は羽織の着用が、さらに幕下力士は外套・博多帯（三段目までの帯はレーヨンまたはキュプラ製）がそれぞれ許される。履物についても序二段までは素足に下駄。三段目で雪駄を履けるようになり、さらに幕下では足袋の使用も許される。ただし、雪駄はエナメル製、足袋は黒いものに限られる厳格な規定があり、規定に合わないものは関取でなければ許されない。
私生活では、ハングリー精神を養い相撲道に専念させるため、関取との徹底した差別化が成されている。ちゃんこ番など部屋での雑用や大部屋生活の強制、付け人として部屋や一門の関取や親方の身の回りの世話、さらには結婚することが許可されないなど、生活のほぼすべてが相撲にかかわることになっている。養成員という立場から、各場所ごとに場所手当と本場所の成績に応じた幕下以下奨励金が支給されるのみで、給与という名目での金銭支給は無く、成果賞金である力士褒賞金も与えられない。場所手当と幕下以下奨励金を合計しても、関取の月額給与・力士褒賞金よりも金額が格段に少ない。力士養成員の敬称は、一般人と同じ「○○さん」が一般的である（幕下以下に陥落した関取在位経験者が、在位中の関取同様に「○○関」と呼ばれるケースも見られる。）。一人前でないという理由から、幕下以下の力士はサインはできないという不文律がある（力士単独、力士とファンが一緒に写った写真撮影と握手は可能）。また場内アナウンスでも、番付が紹介されない、外国出身力士の場合出身地の読み上げが国名のみとなる、場内アナウンスの決まり手発表が幕下上位5番を除き簡略化される、物言い後の説明で審判長が四股名を読み上げないなど、関取とは待遇が大きく異なっている。
上記の理由から、東幕下筆頭と西十両最下位の半枚差であっても「天と地ほどの差」と言われている。十両に昇進すると養成員に比べて大きく優遇されるため、引退時の思い出として「十両になれた時が一番嬉しかった」と答える力士も多い。
もっとも、力士は地位に関わらず全員が公益財団法人の専従職員であり（親方や行司等も含め、すべての協会員は協会の職員とされる）、力士養成員は手当や奨励金を除いて無給でありながら健康保険や厚生年金の被保険者である立場は保障されていて、その保険料も全額協会負担であり、地位に関係なく社会保険の恩恵を受けることは可能になっている。
細則上では「養成員」の名称だが、他のプロスポーツと違って、成績不振を理由とする引退強制は無いため、2000年代以降、40歳を超える力士養成員が増加している。この背景として、トレーニングや治療の充実、ちゃんこ長や若手力士の相談相手として重宝される点、マスコミ対応に精通している点などがあるが、前述のように社会保険の恩恵が受けられることも要因と考える人もいる。
極端な例では、再起が見込めない高齢の力士や、重症・重病で長期療養を余儀なくされた力士が、協会の健康保険を利用するために協会に籍を残して長期間番付外に在位するという例もある。引退後の療養・就労の体制が整い次第協会を去るケース、長期療養から土俵復帰するケース、長期療養中にそのまま死去するケースなど、様々なケースが存在する。怪我及び病気を理由とする長期休場により、大関から序二段まで陥落した照ノ富士も「辞めたら治療や健康保険はどうするの?」と師匠に引き止められたという話もある。
中には脱走状態が続いた弟子を力士養成費確保目的に幽霊力士として在籍させ続ける例もある。無論これは力士養成費の不正請求だが、復帰する可能性が完全には否定できないケースも多々あるため、力士養成員の人員不足も手伝って容認されているのが実情である。

## その他
- 政治の世界では国会の委員会での質疑を書き起こす若い記者のことを「取的」と呼ぶ[8]。